# La Une
Pour l’article ayant un titre homophone, voir La Hune.
Pour les articles homonymes, voir Un.
Ne doit pas être confondu avec TF1.
La Une est une chaîne de télévision généraliste publique de la Communauté française de Belgique appartenant à la RTBF.

## Histoire de la chaîne

### L'INR
La télévision expérimentale voit le jour en Belgique le 2 juin 1953 avec la diffusion en direct du couronnement de la Reine Élisabeth II d'Angleterre.
Le 31 octobre à 20 h 30, depuis le studio 5 de la place Flagey, siège de l'Institut national de radiodiffusion belge (INR), la speakerine Dominique Rollin (ce fut son unique apparition à l'antenne) ouvre l'antenne de la toute nouvelle chaîne de télévision expérimentale qui vient de naître sous le nom de INR-Télévision Belge, Émissions françaises et qui n'émet que deux heures par jour, six jours sur sept.  Le programme débute avec le journal télévisé français de la RTF relayé par l'émetteur de Télé-Lille (premier émetteur régional français), suivi d'une émission du type cabaret et intitulée Boum.
Dans les premiers temps, l'INR émet deux à trois soirées par semaine, avec une place importante donnée au théâtre et aux dramatiques, et fait relâche le vendredi et pendant les vacances.  Le mercredi et le dimanche soir, la chaîne diffuse ses productions propres.  Le reste de la programmation est assuré par les programmes de RTF Télévision que la télévision belge nomme « le relais de Paris ».  Les premiers directs sportifs font leur apparition avec la Coupe du monde de football de 1954 et Lundi sports à partir de 1955.  Le premier journal télévisé belge fait son apparition le 1er septembre 1956, entièrement réalisé à Bruxelles et presque dépourvu d'images, hormis celle du présentateur lisant son texte. Le bulletin d'information, qui portera le nom TV-Journal jusqu'en 1965, compte alors deux bulletins d'information de 30 minutes (à 20h00 et à 22h15). À 20h30, la première édition du journal est suivie du relais de la RTF.
Le bulletin météorologique existe déjà. Pendant quelques années, il se présente sous la forme de caricatures animées correspondant au temps annoncé. Ces dessins sont exécutés à l'Institut royal météorologique en direct sur un verre dépoli qui ne laisse voir que le dessin, un personnage portant un parapluie ou un soleil rayonnant sur des baigneurs, etc. exécutés par Bob Boudard, un fantaisiste de cabaret doté d'un talent de caricaturiste (et aussi capable d'interpréter en sifflant divers morceaux musicaux). Invisible derrière l'écran dépoli, Boudard doit interpréter le bulletin au vol lorsqu'il arrive à l'institut, souvent à la dernière minute grâce à des chauffeurs de taxi qui ont appris à le connaître et qui sont prêts à foncer pour l'amener à temps car il a diverses obligations
qui l'occupent à Bruxelles, entre autres tenir son café de la rue des Dominicains, rendez-vous de nombreux comédiens des théâtres du centre-ville de Bruxelles. 
L'exposition universelle de Bruxelles de 1958 donne à l'INR l'occasion de renforcer son nouveau pôle télévisuel et de supplanter la radio. Le panneau « télévision expérimentale belge » disparaît de l'écran, des cars de captation sont acquis, le Magazine de l'Expo est diffusé chaque jour pendant six mois, et les jours de relâche et d'interruption pendant les vacances disparaissent. Chaque jour, des reportages, interviews, débats et animations font le compte-rendu des activités de l'Expo '58. La section Enquêtes et Reportages lance le premier grand magazine de la télévision belge : Neuf Millions.
En 1953, on ne recensait que 6 500 récepteurs de télévision en Belgique.  Les émetteurs de l'INR sont alors situés au Palais de Justice à Bruxelles avec une portée limitée à un rayon de 40 kilomètres.  Il faut attendre 1954 pour avoir des émetteurs à Liège et 1958 à Wavre, ce qui permet de couvrir pratiquement 96 % du territoire francophone.  En 1956, on recense plus de 100 000 téléviseurs et, en 1960, on passe la barre des 700 000.

### La RTB
En 1960, la loi Harmel remplace l'Institut National de Radiodiffusion par la Radiodiffusion-télévision belge (RTB). Ce nouvel établissement comprend un institut d'émissions néerlandaises (Belgische Radio en Televisie, Nederlandstalige uitzendingen ou BRT), un institut d'émissions françaises (Radiodiffusion-Télévision belge, émissions françaises ou RTB) et un institut des services communs. Les deux instituts d'émissions sont indépendants l'un de l'autre et disposent d'une autonomie culturelle totale, d'une indépendance organique vis-à-vis du gouvernement et de la garantie de la liberté d'information. La RTB/BRT est dirigée par un directeur des programmes nommé par le Roi.
En 1962, la télédistribution est introduite à Liège et à Namur et se développe dans tout le pays dès 1975, mettant ainsi fin au monopole de la télévision publique.
De multiples émissions apparaissent comme Le Jardin extraordinaire (1965), Le Week-end sportif (1967), les arrivées en direct du Tour de France cycliste, les premiers débats politiques et soirées électorales et les grands reportages à l'étranger. 
Le 1er janvier 1971, la RTB passe à la couleur avec Le Jardin extraordinaire et le Journal télévisé en 1973.
En 1977, une deuxième chaîne de télévision de langue française est créée, RTBis, et la décentralisation de la production se met en place avec la création des Centres régionaux TV à Liège et Charleroi.  Un nouveau centre de production est créé à Bruxelles en 1979.

### RTBF1
La RTB devient la Radio-Télévision belge de la Communauté française (RTBF) en 1977 par décret du Conseil culturel de la Communauté française. La RTBF dispose ainsi de l'autonomie culturelle, d'un monopole de diffusion radio-télévisée, de la liberté de l'information et d'une indépendance face aux pouvoirs publics. La RTBF est dirigée par un Conseil d'Administration dont les membres sont élus conformément aux répartitions politiques au sein du Conseil culturel. L'administrateur général est désigné par le Conseil culturel.  La première chaîne de télévision de la RTBF est alors rebaptisée RTBF1, et deviendra La Une dès 1985.
En 1983, RTL Télévision obtient l'autorisation d'un relais hertzien entre le Luxembourg et Bruxelles ; en compensation, la RTBF reçoit l'accès à la publicité non commerciale en 1984. RTBF1 peut ainsi diffuser des spots à caractères culturels ou des campagnes de l'État, mais elle diffuse aussi des messages publicitaires vantant les atouts de divers produits sans en montrer la marque, ce qui permet à la RTBF de contourner la loi, tout en restant dans la légalité. L'apport financier et la citation à l'écran de sponsors commerciaux est autorisé à titre exceptionnel par le gouvernement en 1987 pour permettre à la RTBF de financer l'organisation du 32e Concours Eurovision de la chanson qui se déroule à Bruxelles. 
Le décret de la Communauté française autorisant la diffusion de la chaîne privée RTL-TVI en septembre 1987 met fin au monopole de diffusion de la RTBF. Un autre décret de 1988 autorise la publicité commerciale sur la nouvelle chaîne privée, mais en 1989, la Communauté française, dont les dotations ne suffisent plus à financer la RTBF, autorise par décret la diffusion de publicités commerciales sur RTBF1 pour rééquilibrer la situation. Le premier spot de publicité commerciale sur RTBF1 est diffusé le 1er septembre 1989 vers 18h55 pour la chocolat Lila Pause de Milka. La gestion et la commercialisation des espaces publicitaires est confiée à une société commune aux chaînes publiques et privées de la Communauté française (RTBF1, Télé 21 et RTL-TVI) dénommée TVB qui répartit les recettes publicitaires à 25 % pour la RTBF et 75 % pour RTL-TVI. Le système décrié de toutes parts sera abandonné en 1996.
Alors qu'elle ouvrait jusqu'ici son antenne en fin d’après-midi pour les programmes destinés aux jeunes, RTBF1 commence ses programmes dès 15 h à partir du 10 septembre 1990 en diffusant un film tous les jours, suivi de Nouba Nouba, du magazine pour adolescent Félix, du flash d'information 18h30 présenté par Paul Germain, du jeu Marmots présenté par Philippe Luthers, du magazine des régions Ce Soir, puis du JT1 diffusé à 19h30.
Les speakerines disparaissent de l'antenne en 1993.

### La Une
Le Parlement de la Communauté française adopte en 1997 un décret faisant de la RTBF une entreprise publique autonome. La Une est alors la première chaîne de télévision belge à cesser de fermer son antenne la nuit.
À l'occasion de la Coupe du monde de football de 1998, la RTBF décide de diffuser l'intégralité des matches sur ses deux chaînes de télévision principales, La Une et La Deux. Afin que le public le plus large ait accès à ces programmes, on procède à une redistribution des émetteurs qui permet de capter La Une et La Deux sur les réseaux de télédistribution bien sûr, mais aussi par voie hertzienne, sur la totalité du territoire de la Communauté française de Belgique. Ce dispositif est maintenu au-delà de la Coupe du Monde. Les deux chaînes de la RTBF jouent également la complémentarité en diffusant un même film en version française sur la Une et en version originale sur la Deux.
La Une change d'habillage en janvier 2004 et réorganise son offre de programmes en complémentarité avec ceux de la Deux. En août 2005, la chaîne passe au format 16/9.

## Identité visuelle

### Habillages
En septembre 1985, le numéro 1 jaune fait son apparition, et de ce fait, un nouvel habillage en image de synthèse est créé. L'indicatif d'ouverture et de fermeture d'antenne représente un environnement fait de figures géométriques, tandis que le générique du journal télévisé met en scène un plan en 3D du quartier où se trouve la Tour Reyers. L'habillage est légèrement modifié en 1989, pour marquer le début de la publicité commerciale à la RTBF.
5 ans plus tard, jour pour jour, tout l’habillage d’antenne est refait, du générique identitaire aux bandes annonces. Le « 1 » stylisé jaune est augmenté d'un cercle bleu et le nouvel habillage est basé sur un jeu d'ombre chinoise sur un fond bleu pour donner un peu plus de relief à la chaîne et un style plus moderne. Le générique du JT est similaire au précédent, sans les buildings en 3D et avec une Tour Reyers plus transparente. 
En septembre 1992, 4 rectangles viennent se coller au logo déjà présent. Un nouvel habillage, créé par l'agence OLM, est diffusé, incluant le logo et des photographies des différents animateurs et présentateurs de la chaîne. Le nouveau générique du JT est plus simpliste : les composants du logo s'animent et la Terre tourne dans le cercle bleu.
Un nouveau générique pour le JT est utilisé début 1994. Il met en scène la Tour Reyers projetant des rayons de lumière au sommet de la Terre.
Entre 1994 et 1996, plusieurs habillages se succèdent, dont un avec des carrés flottants.
Un nouveau logo, plus abstrait, apparaît en septembre 1996, laissant le numéro 1 jaune à la retraite. L'habillage met le nouveau logo en scène dans différents environnements. Mais il sera remplacé dès mars 1997 par un habillage graphiquement similaire, mais mettant en scène une première version de l'habillage à puces.
Les nouveaux logos des chaînes RTBF arrivent dès septembre 1997. Il met en scène un habillage à puces. Les génériques des bandes-annonces contiennent des images accélérées de road-trips. Le nouveau générique du JT sera toutefois utilisé seulement à partir de décembre, mettant en scène des vues aériennes nocturnes de la Tour Reyers.
En janvier 2000, un nouvel habillage est mis en diffusion, avec quelques modifications en 2002 et 2003. Cet habillage sera le dernier a contenir un jingle d'ouverture et de fermeture d'antenne, alors que le précédent n'en avait pas.
Le 26 janvier 2004, le logo actuel apparaît. Le premier habillage avec ce logo met en scène un pointeur. La nouvelle intro du JT met en scène la Terre qui tourne, sur un fond blanc rougeâtre. Ce générique est renouvelé en 2005.
Le 21 mars 2011, un nouveau générique du JT apparaît pour la première fois. Au mois de décembre de cette même année, un nouvel habillage en 3D apparaît également.
Le 21 mars 2016, les génériques du JT changent à nouveau. Les génériques sont les mêmes, mais avec quelques modifications et la réapparition du carré rouge pour les JT de La Une, et un cercle rose pour les JT de La Deux.
Le 3  septembre 2018, le JT fait peau neuve. Un tout nouveau plateau, un tout nouveau générique. Mais également un deuxième nouveau plateau pour entre autres l'émission On n'est pas des pigeons !, Jeudi en prime ou encore Studio Foot.

### Logos

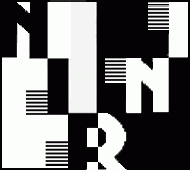
Logo de l'INR de 1953 à 1960.
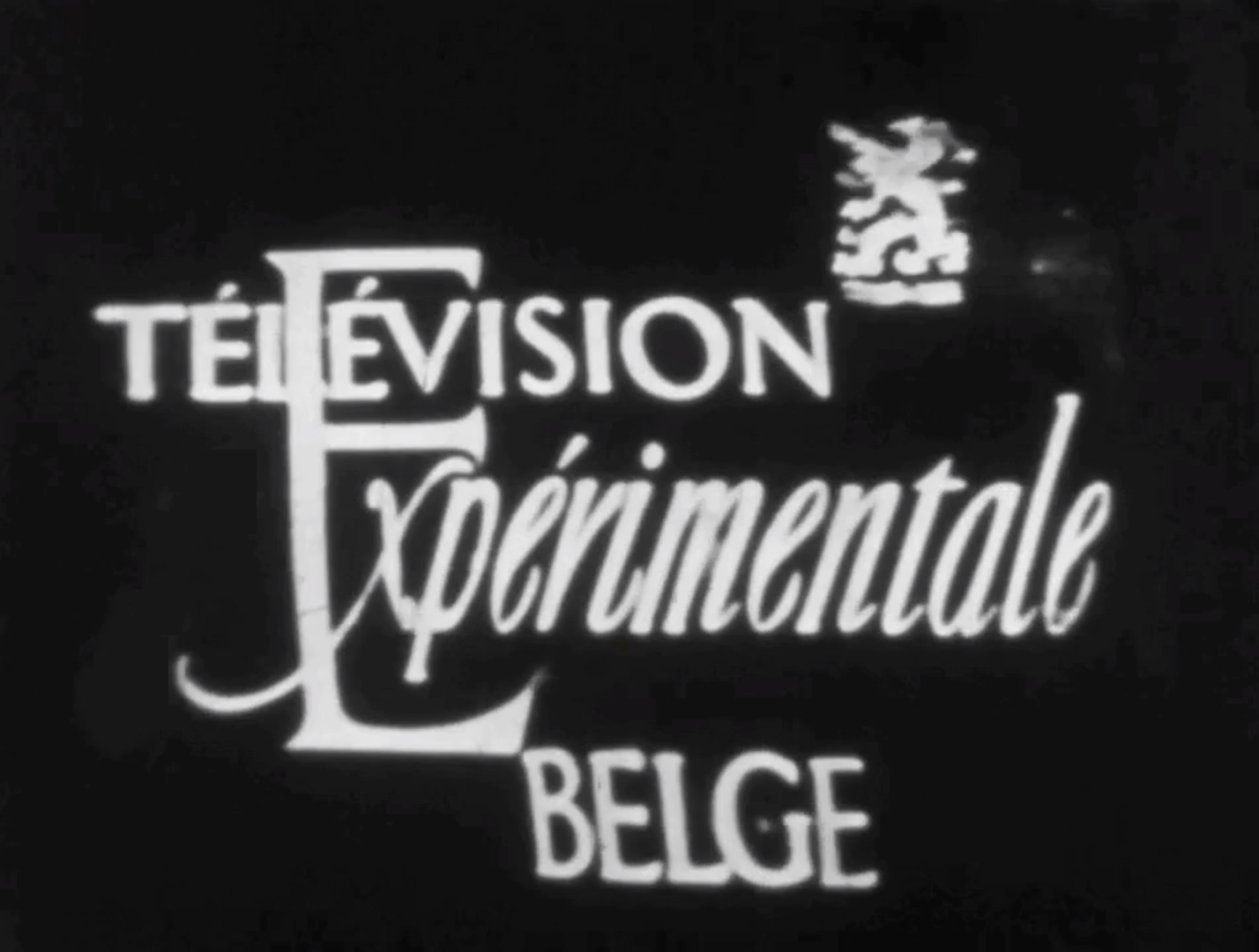
Logo de la Télévision Expérimentale Belge de l'INR utilisé à l'antenne depuis le 31 octobre 1953 jusqu'au 16 avril 1958.
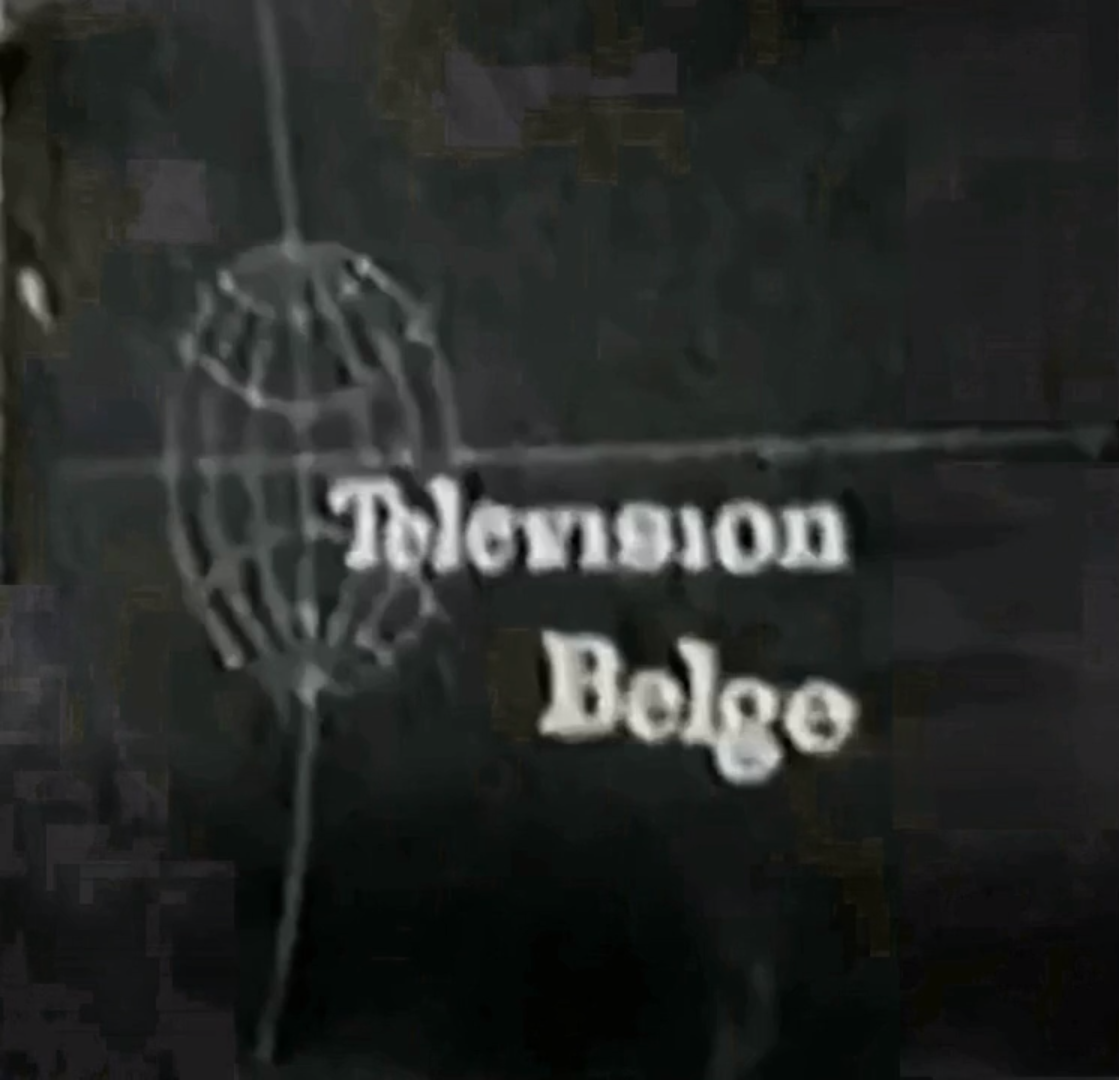
Logo de la Télévision Belge de l'INR pendant l'Exposition Universelle de Bruxelles, utilisé à l'antenne depuis le 17 avril 1958 jusqu'au 19 octobre 1958.
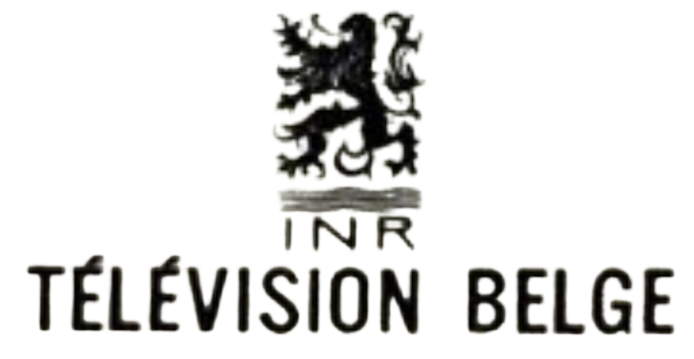
Logo de la Télévision Belge de l'INR utilisé à l'antenne depuis le 20 octobre 1958 jusqu'au 8 août 1960.
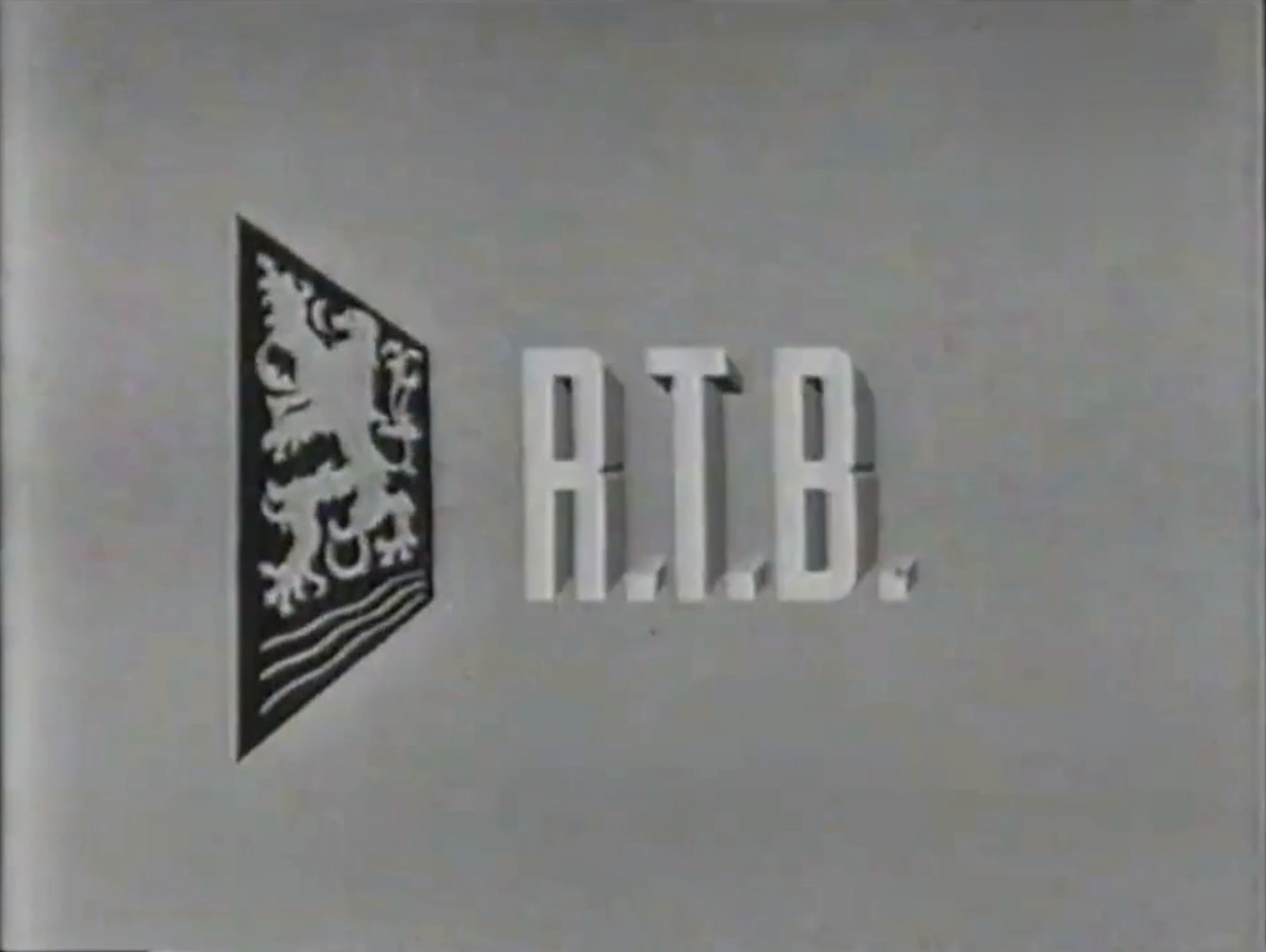
Logo de la RTB utilisé à l'antenne de 1960 à 1967.
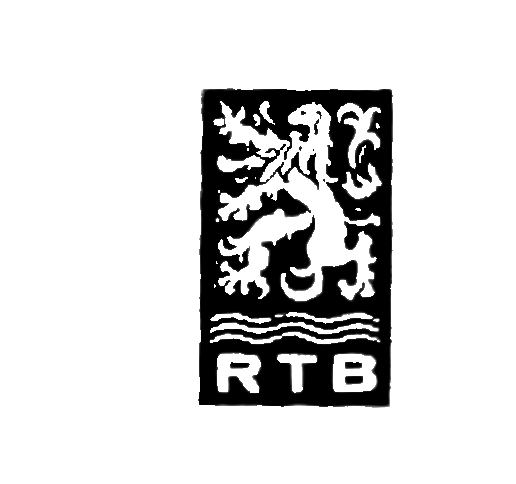
Logo alternatif de la RTB utilisé à l'antenne de 1960 à 1967.
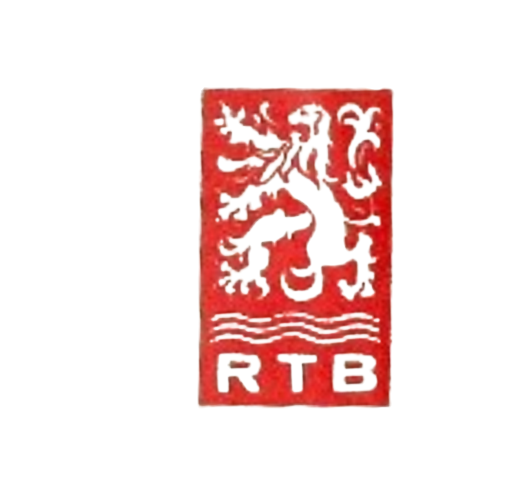
Logo en couleur utilisé pour les programmes de radio de la RTB de 1960 à 1967.
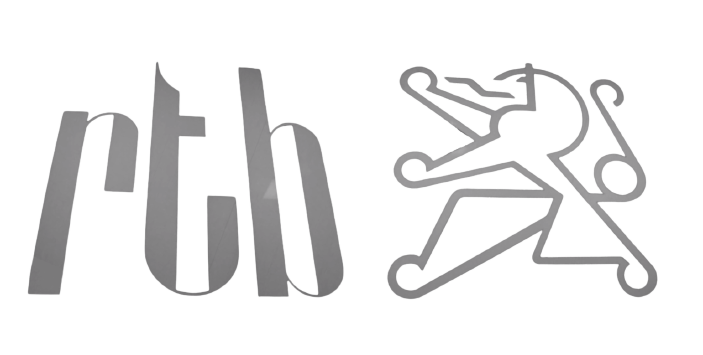
Logo alternatif utilisé dans les années 1960.
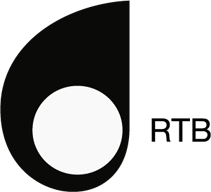
Logo de la RTB de 1967 à 1977, crée par Michel Olyff, logo alors commun à la RTB, la BRT et la BRF
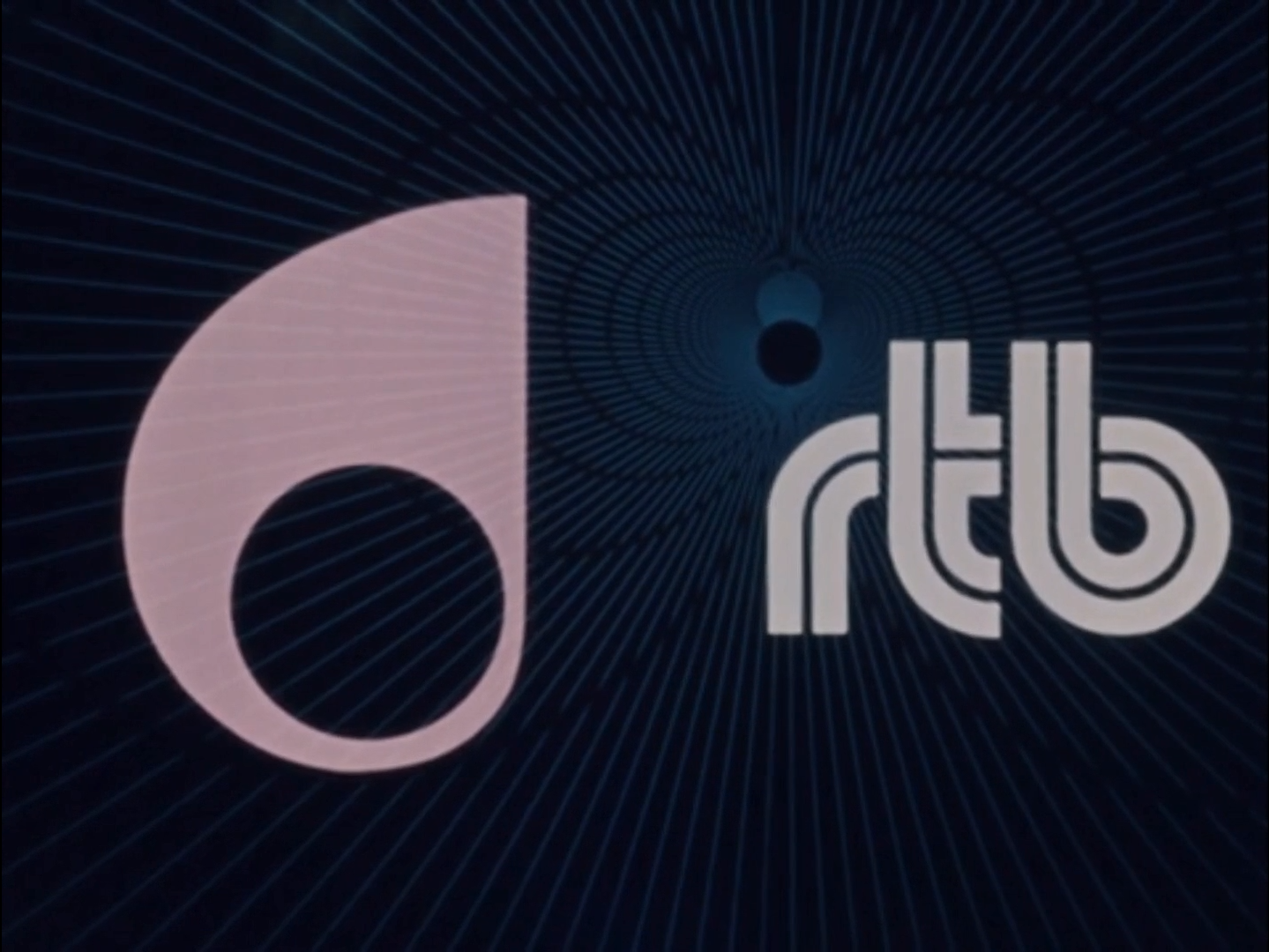
Logo de la RTB en couleur utilisé à l'antenne de 1974 à 1977.
Logo de RTBF1 du 12 décembre 1977 à 1983.
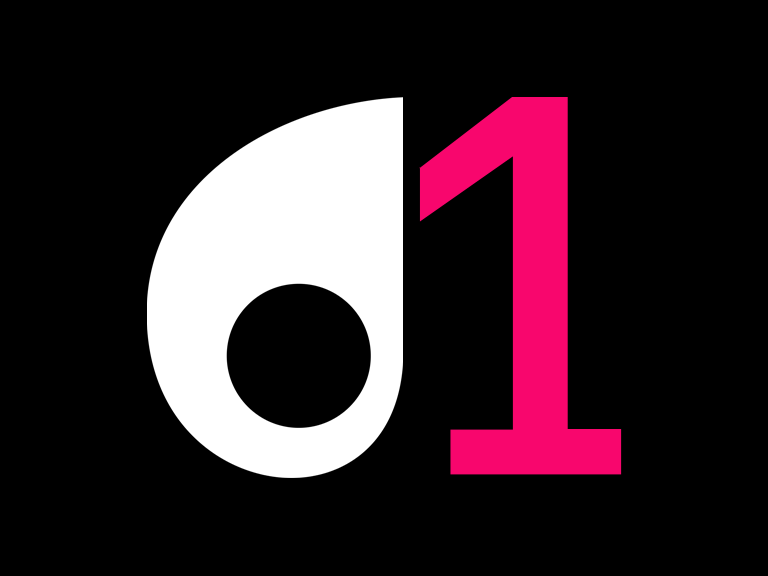
Logo de RTBF1 de 1983 au 10 septembre 1985.
Logo de RTBF1 du 10 septembre 1985 au 10 septembre 1990.
Logo de RTBF1 du 10 septembre 1990 à septembre 1992.
Logo de RTBF1 de septembre 1992 à septembre 1996.
Logo de La Une de septembre 1996 au 28 février 1997.
Logo de La Une de septembre 1997 au 25 janvier 2004.
Logo de La Une du 26 janvier 2004 au 16 décembre 2011 et depuis le 1er septembre 2014.
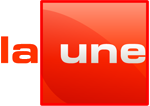
Logo de La Une du 16 décembre 2011 au 1er septembre 2014.
Logo alternatif de La Une depuis le 7 septembre 2020.

### Slogans
- « Le premier choix » (années 1980)
- « Ne résistez pas à la tentation, choisissez La Une »[5] (utilisé avec l'habillage à l'antenne entre 1997 et 2000)
- « Plus proche pour aller plus loin » (2004-2011)
- « Regardez, ça vous regarde » (depuis 2011)

## Organisation

### Dirigeants
Administrateur général :
- Jean-Paul Philippot

Directeur des programmes :
- François Tron

### Capital
Le capital de La Une est détenu à 100 % par le groupe audiovisuel public RTBF.be.

## Programmes

### Émissions[6]

#### Émissions actuelles

##### Information
En plus des deux journaux télévisés, La Une diffuse en semaine deux matinalesː
- Le 6/8 présenté par Sara De Paduwa
- La diffusion du 8/9 de VivaCité présenté par Benjamin Maréchal

##### Magazines
Émissions culturelles
- C'est du belge
- En quête de sens
- En voyage
- Jardins et Loisirs
- Le jardin extraordinaire
- Les Ambassadeurs
- Les Carnets du bourlingueur
- Ma Terre
- Une brique dans le ventre

Émissions d'information
- Devoir d'enquête
- On n'est pas des pigeons !
- Questions à la une
- 7 à la une

Émissions sportives
- Auto Mobile
- Basket 1
- Studio Foot
- Warm up
- Week-end sportif

##### Divertissements
- Fort Boyard : version française diffusée depuis 2017.
- Comme un chef
- Flash (fin décembre 2013)
- Signé Taloche
- The Voice Belgique
- Ça n'arrive pas qu'aux autres
- Les associés (jeu télévisé) [7]

#### Anciennes émissions
- Carrefour 17 (1974-1976)
- Écritures (1983-1986)
- Signes des temps (1969-1973)

##### Magazines
Magazines d'information
- Actuel (2004-2005)
- Antenne Soir (1968-1982)
- Autant Savoir (1977-2004)
- Au nom de la Loi (1979-2004)
- Au quotidien (2005-2011)
- Ce soir (1982-1993)
- Dossier Noir (2005-2007)
- L'hebdo (1993-2004)
- Mise au point (1993-2015)
- Neuf millions

Magazines de société
- L'écran témoin (1972-2003)
- Luna Park (1993-1996)
- Les pieds dans le plat (1993-1997)

Émissions culturelles
- Cargo de nuit (1985-1990)
- Cinquante Degrés Nord (2006-2015)
- La Clef des champs (1998-2015)
- Monsieur Dictionnaire (2009-?)
- Musée de poche (1971)
- Peinture vivante (1965-1969)
- Télétourisme (1981-2015)

Documentaires
- Strip-Tease (1985-2004)

##### Divertissements
- Les @llumés.be (2000-2003)
- Bon week-end (1992-1998)
- Ma télé bien aimée (2004-2006)
- Tatayet Show (1986-1992)
- La Télé de A@Z (2010)
- La Télé infernale (2004-2006)
- Zygomaticorama (1977-1986)

Jeux
- À vos marques (1961-1977)
- Bingovision (1997-2000)
- La Chasse aux trésors (1981-1985)
- La Course autour du monde (1976-1984)
- L'Énigme du cristal (1995)
- Forts en tête (1997-2005)
- Génies en herbe (1989-2007)
- Le Grand Raid (1984-1985)
- Jeux sans frontières (1965-1982, 1988-1989)
- Pour la Gloire (1996-2002)
- La Règle d'or (1995)
- Visa pour le monde (1967-1984)
- Voulez-vous jouer ? (1975-1980)

##### Jeunesse
Les programmes jeunesses sont supprimés en 1994 et sont déplacés sur Télé 21 avec la création de Ici Bla-Bla.
- 1,2,3.. J'ai vu (1972-1976)
- Electronix (1980)
- Feu vert (1966-1980)
- Lollipop (1980-1985)
- Nouba Nouba (1985-1994)

### Sports
En 2014, la RTBF a obtenu les droits de diffusion de la coupe du monde de la FIFA. Les matchs des diables rouges et la finale sont diffusés sur La Une et en radio sur VivaCité et les autres match sont diffusés sur La Deux.
Football
- Coupe du monde masculine
- Euro de football masculin

### Séries
Séries belges
- 101 Unité Aérienne
- À tort ou à raison
- Bébé Antoine
- Bonhommet et Tilapin
- Champion
- Ennemi public
- Melting Pot Café
- Septième Ciel Belgique
- La Trêve
- Unité 42

 Séries américaines
- Alcatraz
- Arabesque
- Blindspot
- Chips
- Dallas (2012)
- Dead Zone
- Everwood
- Les Feux de l'amour
- Fringe
- Good Doctor
- La Loi selon Harry
- Major Crimes
- Mentalist
- MI-5
- Monk
- New York, police judiciaire
- Loïs et Clark : Les Nouvelles Aventures de Superman
- The Pacific
- Person of Interest
- Rome
- Smallville
- Southland
- Stargate SG-1

 Séries françaises

- Boulevard du Palais
- Clem
- Code Lyoko Évolution
- Demain nous appartient
- Doc Martin
- Jo
- Joséphine, ange gardien
- Julie Lescaut
- PJ
- Profilage
- Le Sang de la vigne

- Candice Renoir

 Séries allemandes
- Derrick
- Mission sauvetages
- Les Piliers de la terre

## Audiences
Source : Centre d'Information sur les Médias.

### Audience globale
| Année | Parts de marché |
| ----- | --------------- |
| 2000  | —               |
| 2001  | 17,2 %          |
| 2002  | 16,3 %          |
| 2003  | 15,3 %          |
| 2004  | 15,3 %          |
| 2005  | 14,0 %          |
| 2006  | 14,7 %          |
| 2007  | 15,1 %          |
| 2008  | 15,0 %          |
| 2009  | 14,7 %          |

| Année | Parts de marché |
| ----- | --------------- |
| 2010  | 14,6 %          |
| 2011  | 14,9 %          |
| 2012  | 14,7 %          |
| 2013  | 15,2 %          |
| 2014  | 15,3 %          |
| 2015  | 15,7 %          |
| 2016  | 17,0 %          |
| 2017  | 16,8 %          |
| 2018  | 17,5 %          |
| 2019  | 18,2 %          |

| Année | Parts de marché |
| ----- | --------------- |
| 2020  | 20,13 %         |
| 2021  | 20,72 %         |
| 2022  | 19,28 %         |
| 2023  | —               |
| 2024  | —               |
| 2025  | —               |
| 2026  | —               |
| 2027  | —               |
| 2028  | —               |
| 2029  | —               |

Avec une audience moyenne de 20,13 % de part de marché en 2020, La Une est la chaîne la plus regardée en Belgique francophone, devant RTL-TVI (19,63 %) et TF1 (12,38 %).

### Records d'audiences
En juin 2000, La Une réalise plusieurs records d'audience grâce à la diffusion de l'Euro 2000, évènement se déroulant en Belgique et aux Pays-Bas. Le match opposant la Belgique à l'Italie rassemble 1 169 300 téléspectateurs, soit une part de marché de 59,9 %.
Ce record n'est battu que quatorze ans plus tard, grâce à la diffusion d'une autre grande compétition de football à laquelle l'équipe belge prend part : la Coupe du Monde. La rencontre de la Belgique avec les États-Unis, diffusée le 1er juillet 2014, réunit 1 659 794 téléspectateurs (83,62 % de part de marché). À cette occasion, La Une signe là le record d'audience en Belgique francophone, toutes chaînes confondues.
Deux ans plus tard, l'Euro 2016 permet à La Une de faire mieux encore : le match de poules Belgique/Italie, diffusé le 13 juin, rassemble 1 691 600 téléspectateurs, avec une part de marché de 75,2 %. Tout comme en 2014, ce record est aussi celui de l'ensemble des chaînes belges francophones.

### Top 20 des programmes les plus regardés
|    | Programme                                       | Date       | Nombre de téléspectateurs | Part de marché |
| -- | ----------------------------------------------- | ---------- | ------------------------- | -------------- |
| 1  | Football : Euro 2016 : Belgique/Italie          | 13/06/2016 | 1 691 600                 | 75,2 %         |
| 2  | Football : Mondial 2014 : Belgique/USA          | 01/07/2014 | 1 659 794                 | 83,62 %        |
| 3  | Football : Mondial 2018 : France/Belgique       | 10/07/2018 | 1 654 000                 | 79,5 %         |
| 4  | Football : Euro 2016 : Suède/Belgique           | 22/06/2016 | 1 634 600                 | 75,2 %         |
| 5  | Football : Euro 2016 : Hongrie/Belgique         | 26/06/2016 | 1 603 100                 | 70,1 %         |
| 6  | Football : Mondial 2014 : Belgique/Russie       | 22/06/2014 | 1 563 718                 | 82,72 %        |
| 7  | Football : Mondial 2014 : Belgique/Corée du Sud | 26/06/2014 | 1 558 662                 | 80,50 %        |
| 8  | Football : Euro 2021 : Belgique/Portugal        | 27/06/2021 | 1 530 000                 | 82,5 %         |
| 9  | Football : Mondial 2018 : Belgique/Japon        | 02/07/2018 | 1 523 600                 | 77,2 %         |
| 10 | Football : Mondial 2018 : Brésil/Belgique       | 06/07/2018 | 1 505 100                 | 78,1 %         |
| 11 | Football : Mondial 2014 : Belgique/Algérie      | 17/06/2014 | 1 493 106                 | 74,59 %        |
| 12 | Football : Euro 2021 : Belgique/Italie          | 02/07/2021 | 1 469 000                 | 82,4 %         |
| 13 | Football : Euro 2016 : Pays de Galles/Belgique  | 01/07/2016 | 1 467 900                 | 71,8 %         |
| 14 | Football : Mondial 2018 : Angleterre/Belgique   | 28/06/2018 | 1 456 300                 | 76,6 %         |
| 15 | Football : Euro 2021 : Finlande/Belgique        | 21/06/2021 | 1 453 000                 | 76,6 %         |
| 16 | Football : Mondial 2018 : Belgique/Panama       | 18/06/2018 | 1 448 100                 | 86,3 %         |
| 17 | Football : Mondial 2014 : Belgique/Argentine    | 05/07/2014 | 1 432 509                 | 81,18 %        |
| 18 | Football : Euro 2021 : Danemark/Belgique        | 17/06/2021 | 1 387 000                 | 81,6 %         |
| 19 | Football : Euro 2016 : Belgique/Irlande         | 18/06/2016 | 1 366 700                 | 81,5 %         |
| 20 | Football : Euro 2021 : Belgique/Russie          | 12/06/2021 | 1 312 000                 | 77,9 %         |

Audiences depuis 1997. Tous les téléspectateurs de 4 ans et plus, plus d'éventuels invités. Durée des programmes supérieure à 15 minutes.

### Top 10 des programmes les plus regardés par année
| 2021 | 2021                                     | 2021       | 2021                      | 2021           |
|      | Programme                                | Date       | Nombre de téléspectateurs | Part de marché |
| ---- | ---------------------------------------- | ---------- | ------------------------- | -------------- |
| 1    | Football : Euro 2021 : Belgique/Portugal | 27/06/2021 | 1 530 000                 | 82,5 %         |
| 2    | Football : Euro 2021 : Belgique/Italie   | 02/07/2021 | 1 469 000                 | 82,4 %         |
| 3    | Football : Euro 2021 : Finlande/Belgique | 21/06/2021 | 1 453 000                 | 76,6 %         |
| 4    | Football : Euro 2021 : Danemark/Belgique | 17/06/2021 | 1 387 000                 | 81,6 %         |
| 5    | Football : Euro 2021 : Belgique/Russie   | 12/06/2021 | 1 312 000                 | 77,9 %         |
| 6    | Football : Euro 2021 : Italie/Angleterre | 11/07/2021 | 1 130 000                 | 75 %           |
| 7    | Football : Euro 2021 : Italie/Turquie    | 11/06/2021 | 561 000                   |                |
| 8    | Football : Euro 2021 : Pays-Bas/Ukraine  | 13/06/2021 | 480 000                   |                |

| 2020 | 2020                                                       | 2020       | 2020                      | 2020           |
|      | Programme                                                  | Date       | Nombre de téléspectateurs | Part de marché |
| ---- | ---------------------------------------------------------- | ---------- | ------------------------- | -------------- |
| 1    | Édition spéciale - le 19.30 : Premier confinement          | 17/03/2020 | 1 068 200                 | 47,8 %         |
| 2    | Édition spéciale : Conseil national de sécurité            | 24/04/2020 | 971 800                   | 45,3 %         |
| 3    | Le 19.30                                                   | 16/03/2020 | 910 700                   | 42,2 %         |
| 4    | Questions en prime                                         | 24/04/2020 | 878 700                   | 39,6 %         |
| 5    | Édition spéciale : Covid 19, immersion aux soins intensifs | 12/04/2020 | 791 700                   | 40,1 %         |
| 6    | Édition spéciale : Jeudi en prime                          | 12/03/2020 | 715 000                   | 44,6 %         |
| 7    | Football : Ligue des nations : Belgique/Islande            | 08/09/2020 | 685 700                   | 47,2 %         |
| 8    | Jeudi en prime                                             | 22/10/2020 | 652 600                   | 40,9 %         |
| 9    | Ni juge, ni soumise                                        | 22/01/2020 | 623 100                   | 36,3 %         |
| 10   | Édition spéciale : Second confinement                      | 30/10/2020 | 621 200                   | 41,3 %         |

| 2019 | 2019                                                      | 2019       | 2019                      | 2019           |
|      | Programme                                                 | Date       | Nombre de téléspectateurs | Part de marché |
| ---- | --------------------------------------------------------- | ---------- | ------------------------- | -------------- |
| 1    | Football : Éliminatoires Euro 2020 : Belgique/Écosse      | 11/06/2019 | 824 500                   | 45,4 %         |
| 2    | Football : Éliminatoires Euro 2020 : Chypre/Belgique      | 24/03/2019 | 789 800                   | 43,0 %         |
| 3    | Football : Éliminatoires Euro 2020 : Belgique/Russie      | 23/09/2019 | 774 100                   | 43,4 %         |
| 4    | Football : Éliminatoires Euro 2020 : Belgique/Saint-Marin | 10/10/2019 | 732 500                   | 46,4 %         |
| 5    | Football : Éliminatoires Euro 2020 : Belgique/Chypre      | 19/11/2019 | 726 200                   | 42,7 %         |
| 6    | Football : Éliminatoires Euro 2020 : Écosse/Belgique      | 09/09/2019 | 706 100                   | 45,2 %         |
| 7    | Le 19.30                                                  | 16/11/2019 | 681 400                   | 46,4 %         |
| 8    | Football : Éliminatoires Euro 2020 : Belgique/Kazakhstan  | 08/06/2019 | 653 900                   | 41,0 %         |
| 9    | Jeudi en prime                                            | 28/02/2019 | 586 600                   | 38,5 %         |
| 10   | Football : Éliminatoires Euro 2020 : Saint-Marin/Belgique | 06/09/2019 | 581 200                   | 40,1 %         |

| 2018 | 2018                                          | 2018       | 2018                      | 2018           |
|      | Programme                                     | Date       | Nombre de téléspectateurs | Part de marché |
| ---- | --------------------------------------------- | ---------- | ------------------------- | -------------- |
| 1    | Football : Mondial 2018 : France/Belgique     | 10/07/2018 | 1 654 000                 | 79,5 %         |
| 2    | Football : Mondial 2018 : Belgique/Japon      | 02/07/2018 | 1 523 600                 | 77,2 %         |
| 3    | Football : Mondial 2018 : Brésil/Belgique     | 06/06/2018 | 1 505 100                 | 78,1 %         |
| 4    | Football : Mondial 2018 : Belgique/Angleterre | 28/06/2018 | 1 456 300                 | 76,6 %         |
| 5    | Football : Mondial 2018 : Belgique/Panama     | 18/06/2018 | 1 448 100                 | 86,3 %         |
| 6    | Football : Mondial 2018 : Belgique/Tunisie    | 23/06/2018 | 1 305 200                 | 88,9 %         |
| 7    | Football : Mondial 2018 : Belgique/Angleterre | 14/07/2018 | 1 077 200                 | 82,0 %         |
| 8    | Football : Match amical : Belgique/Costa Rica | 11/06/2018 | 955 400                   | 53,9 %         |
| 9    | Football : Mondial 2018 : France/Croatie      | 15/07/2018 | 887 000                   | 67,2 %         |
| 10   | Football : Match amical : Belgique/Égypte     | 06/06/2018 | 808 500                   | 48,4 %         |

| 2017 | 2017                                                       | 2017       | 2017                      | 2017           |
|      | Programme                                                  | Date       | Nombre de téléspectateurs | Part de marché |
| ---- | ---------------------------------------------------------- | ---------- | ------------------------- | -------------- |
| 1    | Football : Éliminatoires Mondial 2018 : Grèce/Belgique     | 03/09/2017 | 884 600                   | 45,9 %         |
| 2    | Football : Éliminatoires Mondial 2018 : Belgique/Chypre    | 10/10/2017 | 810 600                   | 42,7 %         |
| 3    | Football : Éliminatoires Mondial 2018 : Belgique/Gibraltar | 31/08/2017 | 766 400                   | 44,7 %         |
| 4    | Football : Éliminatoires Mondial 2018 : Estonie/Belgique   | 09/06/2017 | 766 000                   | 44,9 %         |
| 5    | Football : Match amical : Belgique/Mexique                 | 10/11/2017 | 751 800                   | 45,5 %         |
| 6    | Football : Éliminatoires Mondial 2018 : Belgique/Grèce     | 25/03/2017 | 735 200                   | 43,7 %         |
| 7    | Le 19.30                                                   | 15/01/2017 | 696 400                   | 34,6 %         |
| 8    | Football : Match amical : Belgique/République tchèque      | 05/06/2017 | 663 800                   | 38,2 %         |
| 9    | Édition spéciale - Le 19.30                                | 26/01/2017 | 645 000                   | 36,8 %         |
| 10   | Jeudi en prime                                             | 12/01/2017 | 642 400                   | 35,7 %         |

| 2016 | 2016                                                                | 2016       | 2016                      | 2016           |
|      | Programme                                                           | Date       | Nombre de téléspectateurs | Part de marché |
| ---- | ------------------------------------------------------------------- | ---------- | ------------------------- | -------------- |
| 1    | Football : Euro 2016 : Belgique/Italie                              | 13/06/2016 | 1 691 600                 | 75,2 %         |
| 2    | Football : Euro 2016 : Suède/Belgique                               | 22/06/2016 | 1 634 600                 | 75,8 %         |
| 3    | Football : Euro 2016 : Hongrie/Belgique                             | 26/06/2016 | 1 603 100                 | 70,1 %         |
| 4    | Football : Euro 2016 : Pays de Galles/Belgique                      | 01/07/2016 | 1 467 900                 | 71,8 %         |
| 5    | Football : Euro 2016 : Belgique/Irlande                             | 18/06/2016 | 1 366 700                 | 81,5 %         |
| 6    | Football : Euro 2016 : Portugal/France                              | 10/07/2016 | 1 164 000                 | 66,6 %         |
| 7    | Football : Éliminatoires Mondial 2018 : Belgique/Estonie            | 13/11/2016 | 873 700                   | 41,6 %         |
| 8    | Football : Éliminatoires Mondial 2018 : Gibraltar/Belgique          | 10/10/2016 | 863 000                   | 46,0 %         |
| 9    | Football : Éliminatoires Mondial 2018 : Belgique/Bosnie-Herzégovine | 07/10/2016 | 776 900                   | 45,3 %         |
| 10   | Football : Match amical : Belgique/Finlande                         | 01/06/2016 | 762 800                   | 39,9 %         |

| 2015 | 2015                                                             | 2015       | 2015                      | 2015           |
|      | Programme                                                        | Date       | Nombre de téléspectateurs | Part de marché |
| ---- | ---------------------------------------------------------------- | ---------- | ------------------------- | -------------- |
| 1    | Football : Éliminatoires Euro 2016 : Israël/Belgique             | 31/03/2015 | 1 041 537                 | 52,2 %         |
| 2    | Football : Éliminatoires Euro 2016 : Belgique/Israël             | 13/10/2015 | 1 035 380                 | 53,1 %         |
| 3    | Football : Match amical : Belgique/Italie                        | 13/11/2015 | 969 864                   | 49,7 %         |
| 4    | Football : Éliminatoires Euro 2016 : Pays de Galles/Belgique     | 12/06/2015 | 959 293                   | 51,7 %         |
| 5    | Football : Éliminatoires Euro 2016 : Chypre/Belgique             | 06/09/2015 | 939 677                   | 51,6 %         |
| 6    | Football : Éliminatoires Euro 2016 : Belgique/Bosnie-Herzégovine | 03/09/2015 | 903 403                   | 48,6 %         |
| 7    | Football : Match amical : France/Belgique                        | 07/06/2015 | 831 330                   | 43,1 %         |
| 8    | Édition spéciale - Attentats à Paris                             | 15/11/2015 | 778 641                   | 37,3 %         |
| 9    | Football : Éliminatoires Euro 2016 : Belgique/Chypre             | 28/03/2015 | 774 174                   | 40,6 %         |
| 10   | Football : Éliminatoires Euro 2016 : Andorre/Belgique            | 10/10/2015 | 706 784                   | 39,8 %         |

| 2014 | 2014                                                             | 2014       | 2014                      | 2014           |
|      | Programme                                                        | Date       | Nombre de téléspectateurs | Part de marché |
| ---- | ---------------------------------------------------------------- | ---------- | ------------------------- | -------------- |
| 1    | Football : Mondial 2014 : Belgique/USA                           | 01/07/2014 | 1 659 800                 | 83,6 %         |
| 2    | Football : Mondial 2014 : Belgique/Russie                        | 22/06/2014 | 1 563 700                 | 82,7 %         |
| 3    | Football : Mondial 2014 : Corée du Sud/Belgique                  | 26/06/2014 | 1 558 700                 | 80,5 %         |
| 4    | Football : Mondial 2014 : Belgique/Algérie                       | 17/06/2014 | 1 493 100                 | 74,6 %         |
| 5    | Football : Mondial 2014 : Argentine/Belgique                     | 05/07/2014 | 1 432 500                 | 81,2 %         |
| 6    | Football : Mondial 2014 : Allemagne/Argentine                    | 13/07/2014 | 1 155 000                 | 62,3 %         |
| 7    | Football : Éliminatoires Euro 2016 : Belgique/Pays de Galles     | 16/11/2014 | 918 100                   | 49,4 %         |
| 8    | Football : Éliminatoires Euro 2016 : Bosnie-Herzégovine/Belgique | 13/10/2014 | 893 000                   | 43,2 %         |
| 9    | Le 19.30                                                         | 17/06/2014 | 842 300                   | 44,3 %         |
| 10   | Édition spéciale                                                 | 05/07/2014 | 825 000                   | 47,2 %         |

| 2013 | 2013                                                       | 2013       | 2013                      | 2013           |
|      | Programme                                                  | Date       | Nombre de téléspectateurs | Part de marché |
| ---- | ---------------------------------------------------------- | ---------- | ------------------------- | -------------- |
| 1    | Football : Éliminatoires Mondial 2014 : Croatie/Belgique   | 11/10/2013 | 1 005 100                 | 60,5 %         |
| 2    | Édition spéciale                                           | 11/10/2013 | 897 054                   | 50,5 %         |
| 3    | Intouchables                                               | 25/11/2013 | 850 801                   | 42,2 %         |
| 4    | Football : Éliminatoires Mondial 2014 : Ecosse/Belgique    | 06/09/2013 | 795 920                   | 47,6 %         |
| 5    | Football : Éliminatoires Mondial 2014 : Macédoine/Belgique | 22/03/2013 | 723 435                   | 40,1 %         |
| 6    | Le 19.30                                                   | 20/01/2013 | 672 635                   | 33,4 %         |
| 7    | The Voice Belgique - Blind                                 | 12/02/2013 | 658 401                   | 33 %           |
| 8    | Les Aventures de Tintin : Le Secret de La Licorne          | 23/12/2013 | 649 694                   | 33,2 %         |
| 9    | Questions à la Une                                         | 27/11/2013 | 545 786                   | 28,9 %         |
| 10   | Astérix et Obélix : Mission Cléopâtre                      | 26/12/2013 | 523 684                   | 28,5 %         |

| 2012 | 2012                                                    | 2012       | 2012                      | 2012           |
|      | Programme                                               | Date       | Nombre de téléspectateurs | Part de marché |
| ---- | ------------------------------------------------------- | ---------- | ------------------------- | -------------- |
| 1    | Football : Euro 2012 : Espagne/Italie                   | 01/07/2012 | 836 912                   | 45,4 %         |
| 2    | Football : Euro 2012 : Allemagne/Italie                 | 28/06/2012 | 808 389                   | 46,8 %         |
| 3    | Football : Euro 2012 : Portugal/Espagne                 | 27/06/2012 | 746 970                   | 47,2 %         |
| 4    | The Voice Belgique - Blind                              | 31/01/2012 | 699 888                   | 34,2 %         |
| 5    | Football : Éliminatoires Mondial 2014 : Serbie/Belgique | 12/10/2012 | 688 686                   | 37,2 %         |
| 6    | Le 19.30                                                | 12/02/2012 | 669 586                   | 34 %           |
| 7    | Édition spéciale                                        | 03/02/2012 | 631 206                   | 33,1 %         |
| 8    | Football : Euro 2012 : Studio                           | 01/07/2012 | 561 568                   | 33,2 %         |
| 9    | Questions à la Une                                      | 22/02/2012 | 538 926                   | 30 %           |
| 10   | Football : Éliminatoires Mondial 2014 : Serbie/Belgique | 07/09/2012 | 537 941                   | 34,2 %         |

| 2011 | 2011                           | 2011       | 2011                      | 2011           |
|      | Programme                      | Date       | Nombre de téléspectateurs | Part de marché |
| ---- | ------------------------------ | ---------- | ------------------------- | -------------- |
| 1    | Questions à la Une             | 30/11/2011 | 707 942                   | 36,1 %         |
| 2    | Journal télévisé               | 17/01/2011 | 677 503                   | 36,4 %         |
| 3    | Édition spéciale               | 13/01/2011 | 640 438                   | 36,9 %         |
| 4    | Le Petit Nicolas               | 31/10/2011 | 530 091                   | 29,1 %         |
| 5    | Apocalypse, Hitler - le Führer | 18/10/2011 | 518 566                   | 27,7 %         |
| 6    | Le bêtisier                    | 26/12/2011 | 504 578                   | 25,6 %         |
| 7    | Apocalypse, Hitler - la Menace | 18/10/2011 | 497 613                   | 33,2 %         |
| 8    | The Voice Belgique - Blind     | 27/12/2011 | 483 683                   | 23,7 %         |
| 9    | The Mentalist                  | 06/10/2011 | 472 414                   | 24,8 %         |
| 10   | Comme un chef !                | 17/02/2011 | 465 166                   | 25 %           |

| 2010                                                     | 2010                                       | 2010       | 2010                      | 2010           |
|                                                          | Programme                                  | Date       | Nombre de téléspectateurs | Part de marché |
| -------------------------------------------------------- | ------------------------------------------ | ---------- | ------------------------- | -------------- |
| 1                                                        | Football : Mondial 2010 : Pays-Bas/Espagne | 17/11/2010 | 986 440                   | 58,1 %         |
| 2                                                        | Édition spéciale                           | 19/12/2010 | 831 380                   | 42,8 %         |
| 3                                                        | Journal télévisé                           | 10/02/2010 | 749 770                   | 37,6 %         |
| 4                                                        | S.O.S. Haïti*                              | 21/01/2010 | 626 810                   | 35,5 %         |
| 5                                                        | Le bêtisier                                | 27/12/2010 | 615 380                   | 31,5 %         |
| 6                                                        | Défilé militaire                           | 21/07/2010 | 567 570                   | 59,7 %         |
| 7                                                        | Devoir d'enquête                           | 06/01/2010 | 561 670                   | 27,3 %         |
| 8                                                        | Enfin veuve                                | 29/08/2010 | 526 540                   | 29,4 %         |
| 9                                                        | The Mentalist                              | 14/10/2010 | 511 130                   | 27,7 %         |
| 10                                                       | Tous vos amis sont là, Annie Cordy         | 24/10/2010 | 473 370                   | 26,1 %         |
| * Émission diffusée simultanément sur La Une et RTL TVI. |                                            |            |                           |                |

| 2009 | 2009                                         | 2009       | 2009                      | 2009           |
|      | Programme                                    | Date       | Nombre de téléspectateurs | Part de marché |
| ---- | -------------------------------------------- | ---------- | ------------------------- | -------------- |
| 1    | Journal télévisé                             | 20/12/2009 | 789 980                   | 39,71 %        |
| 2    | Le bêtisier                                  | 22/12/2009 | 621 560                   | 32,24 %        |
| 3    | Édition spéciale                             | 07/06/2009 | 604 250                   | 36,06 %        |
| 4    | Apocalypse, la Seconde Guerre mondiale (6/6) | 03/09/2009 | 567 660                   | 32,51 %        |
| 5    | La Môme                                      | 23/03/2009 | 551 050                   | 30,89 %        |
| 6    | Huis clos                                    | 27/05/2009 | 525 760                   | 30,40 %        |
| 7    | C'est du belge : gare à vous !               | 18/09/2009 | 506 350                   | 32,93 %        |
| 8    | Mon meilleur ami                             | 05/01/2009 | 478 280                   | 23,35 %        |
| 9    | Tout ça (ne nous rendra pas le Congo)        | 05/03/2009 | 470 930                   | 27,10 %        |
| 10   | Les XII travaux de Michel Daerden            | 08/12/2009 | 470 860                   | 25,40 %        |

Tous les téléspectateurs de 4 ans et plus, plus d'éventuels invités. Durée des programmes supérieure à 15 minutes.